# Roméo Charles Aglietti
 (octobre 2022).
Roméo Charles Aglietti, usuellement Roméo Aglietti, né en novembre 1878 à Alger et mort en avril 1956 dans la même ville, est un artiste peintre orientaliste français,. Il est le fondateur de l'Union artistique d'Afrique du Nord et membre de la société des Artistes français d'Afrique du Nord.

## Biographie
Roméo Aglietti est issu d'une famille d'artistes italiens. Son aïeul est le sculpteur Luigi Agliati, né à Milan en 1816. Son père, Pascal Aglietti, originaire de Castiglion Fiorentino, tailleur à Alger et parallèlement violoniste. Sa mère, Angeline Filippi, est apparentée à la famille Palazzi (dont est issu le maire de Corte de 1882 à 1892, Charles Xavier Palazzi).
À Alger, Roméo Aglietti a trois ans quand son père meurt brusquement à l'hôpital Mustapha Pacha. Sa mère se remarie en 1882 avec Pierre Mahoudeau, professeur à la Faculté de médecine de Paris qui devient, en 1910, professeur à la Société d'anthropologie de Paris. Roméo Aglietti est confié à sa famille maternelle, les Palazzi, et grandit à Corte. Enfant solitaire, il se réfugie dans le dessin. C'est en compagnie de Luca Armanie, artiste peintre, qu'il découvre la peinture dans l'atelier de Gustavo Simoni (en), peintre Italien installé à Tlemcen et à Rome. C'est en compagnie du fils aîné de Gustavo Simoni, Paolo, qu'il poursuit son apprentissage de l’École florentine reçu par la famille paternelle Aglietti de Castiglion.
En 1898, il étudie à l'école des arts décoratifs aux Beaux-Arts de Paris, situés au boulevard Saint-Germain, où il est élève de Georges-Antoine Rochegrosse. Au décès de sa mère, Roméo Aglietti a 16 ans. Il poursuit ses études à Paris sous la tutelle de l'abbé Perfetini. En 1902, il est à l'École supérieure des beaux-arts d'Alger
En 1904, il épouse Julie Anglade à Tunis puis, de 1905 à 1906, il fait un voyage d'études avec sa jeune épouse en Égypte, d'abord au Caire puis à Alexandrie. Après la naissance de leur premier enfant, ils reviennent à Paris en 1907 puis à Alger en 1909. En 1910, Roméo Aglietti s'installe sur les hauteurs d'Alger, au Village Victor, sur la colline, près de la basilique Notre-Dame-d'Afrique. De l'atelier du peintre, la vue domine la mer. Dans sa villa de style mauresque, Aglietti reçoit ses amis, des artistes et des mécènes.
En 1920, son voyage en Espagne devient une étape importante à sa carrière. Allant à Madrid puis en Andalousie en passant par Cadix, Grenade et Séville, il est fasciné par le palais Alhambra.
À son retour, il expose pour la première fois en 1923 dans la ville d'Oran puis, en 1924, à Alger. En Algérie française, Aglietti fréquente les artistes et les hommes de lettres Robert Randau, Jean Pomier, Marcello Fabri et de Pouvreau Baldy. En raison de sa relation bien établie avec le gouverneur général d'Algérie Maurice Viollette, c'est sur son initiative qu'au cours de l'année 1924 il a l'idée de fonder un groupement artistique. C'est d'un besoin réel qu'est né en 1925 le premier salon de l'Union artistique d'Afrique du Nord. Son siège Social se situait au 2 rue Carnot à Saint-Eugène (Alger).
L'Union artistique est une manifestation qui a lieu dans la salle Pierre Bordes de 1925 à 1961. Le salon est annuel et placé sous le haut patronage du gouvernement général d'Algérie. La participation des exposants augmente chaque année. Un jury est composé de personnes dont la notoriété est trop élevée pour pouvoir soulever des discussions de principe ou des antagonismes de personnes. Parmi les membres du jury, on compte ainsi Georges-Antoine Rochegrosse, Étienne Dinet, Paolo Simoni, Alfred Loth et Roméo Aglietti.

## Expositions
- 1923 : Exposition rue d'Isly à Alger[11]
- 1925 : premier salon de l'Union artistique[12]
- 1927 : troisième salon de l'Union artistique[13]
- 1926 : Exposition Aglietti au 54 rue d'Isly à Alger[14]
- 1932 : Salon de l'Union artistique, exposition de l'Arbre de fer à Saïda (Algérie) et du Matin sur Alger

Aglietti effectue de nombreux séjours assez longs au Maroc à Marrakech et Fès. Les portes marocaines lui ont permis d'enrichir sa technique. Il expose régulièrement à Alger. En 1956, après son décès, toutes ses œuvres ont disparu de l'atelier à Notre-Dame d’Afrique, Alger.

## Vie privée
Roméo Aglietti a épousé Julie Anglade en 1904 à Tunis. Ils ont eu quatre enfants, un garçon et  trois filles.

## Distinctions
- Officier de l'ordre des Palmes académiques décernée en 1928[16]
- Officier du Nichan Iftikhar, décerné par le bey de Tunis

## Œuvres

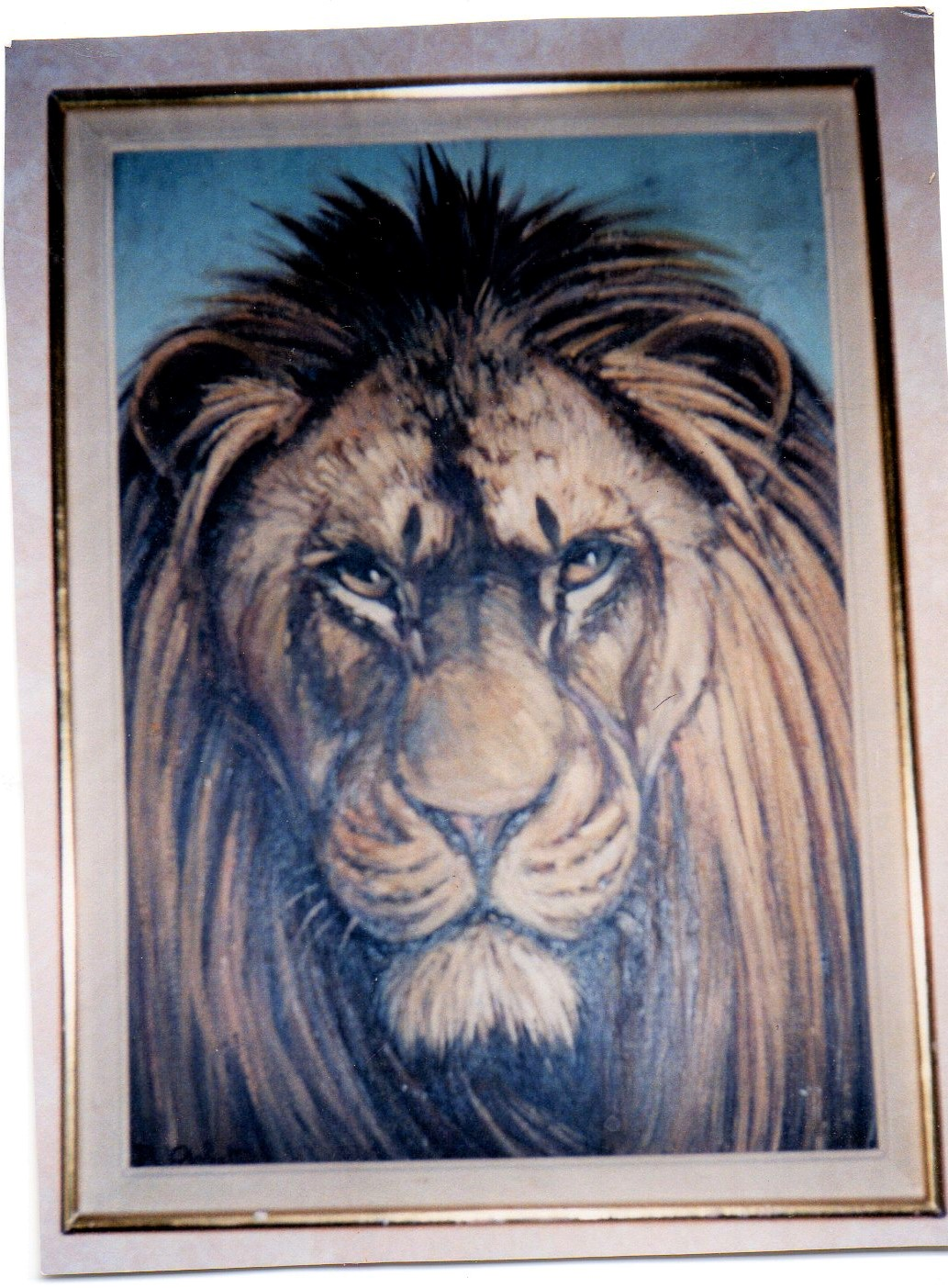
Lion de l'Atlas, Algérie
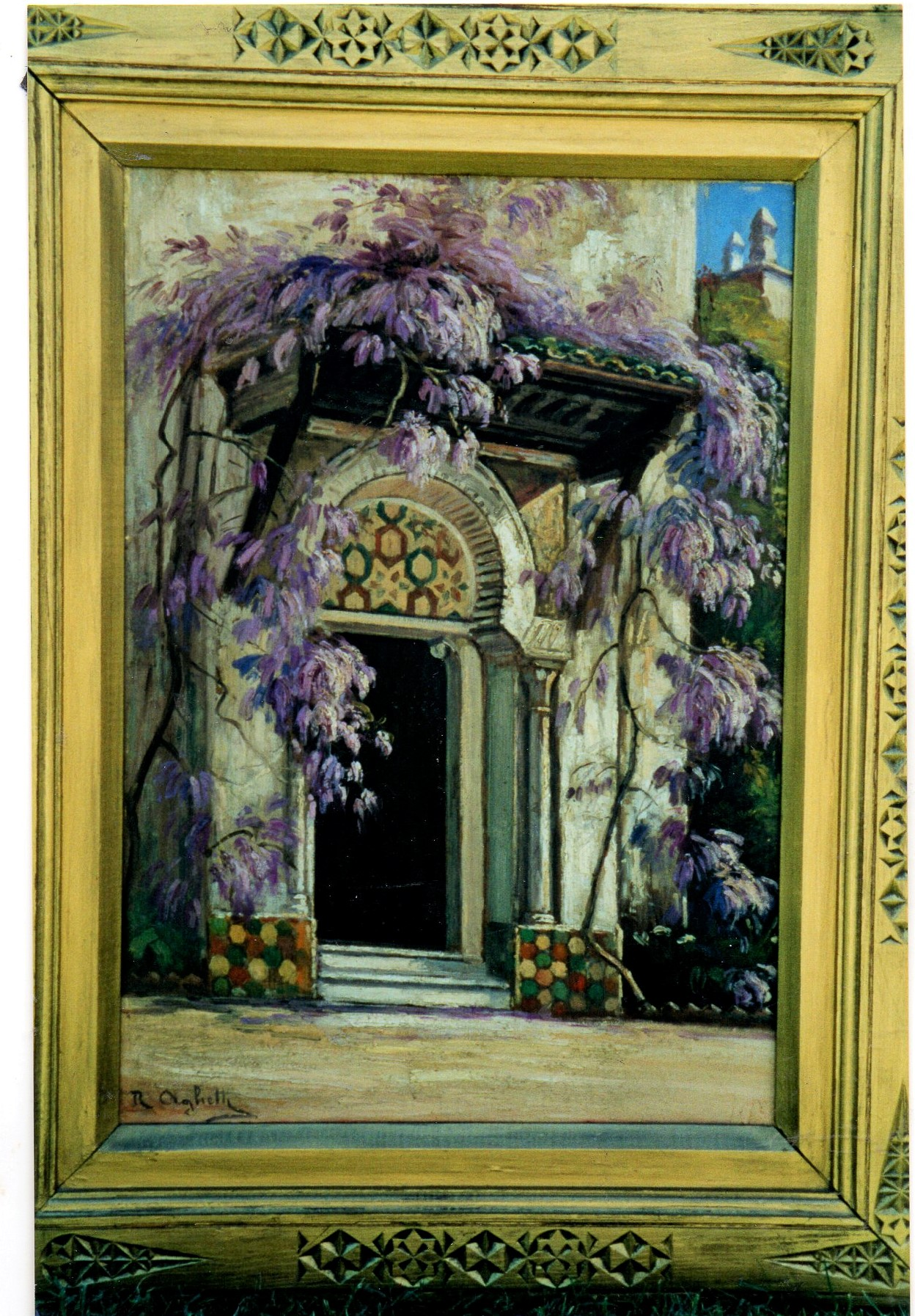
Maison Musée Pierre Savorgnan de Brazza à Hydra, Alger
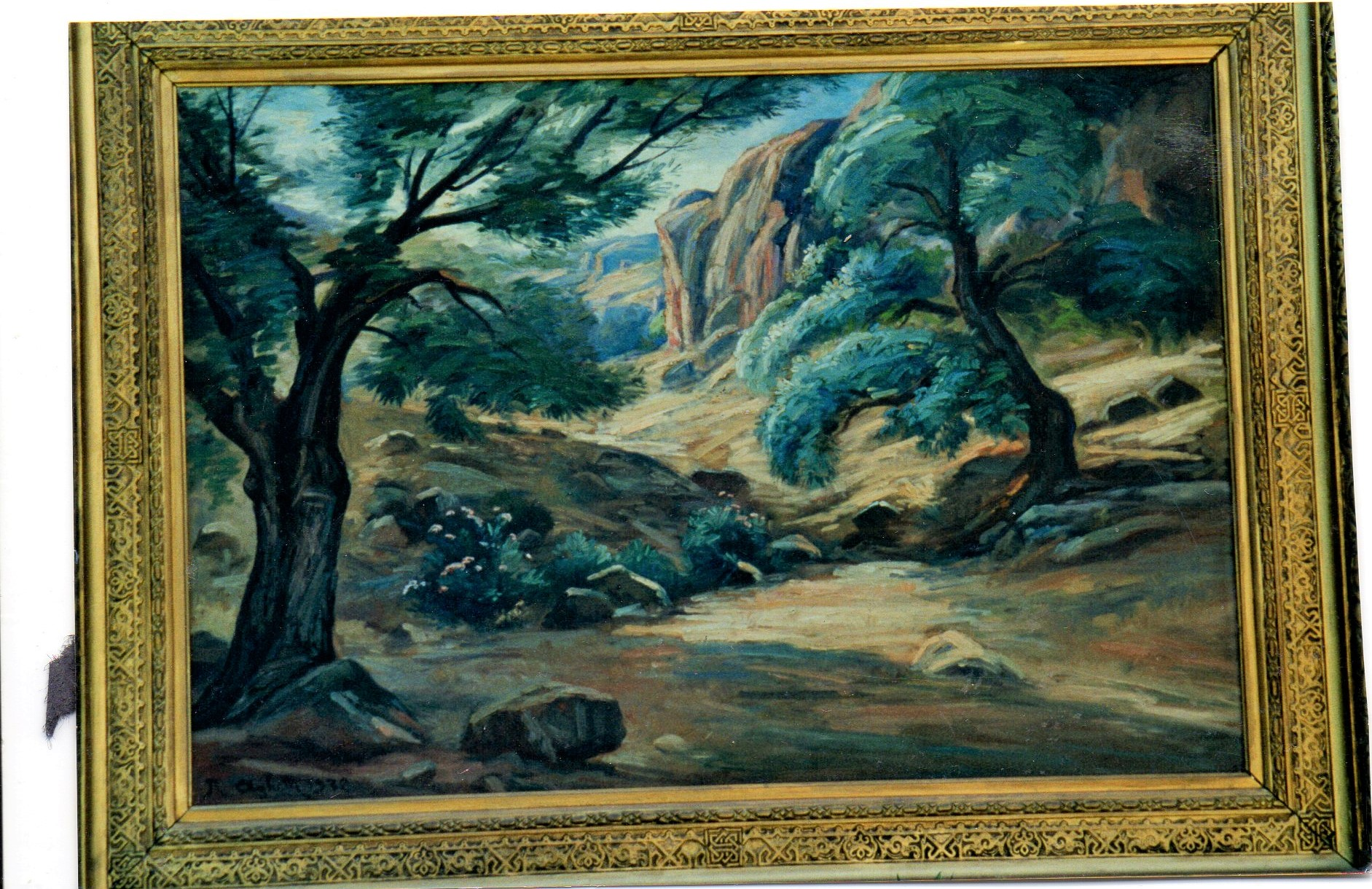
Arbre de Fer, Oued Saïda
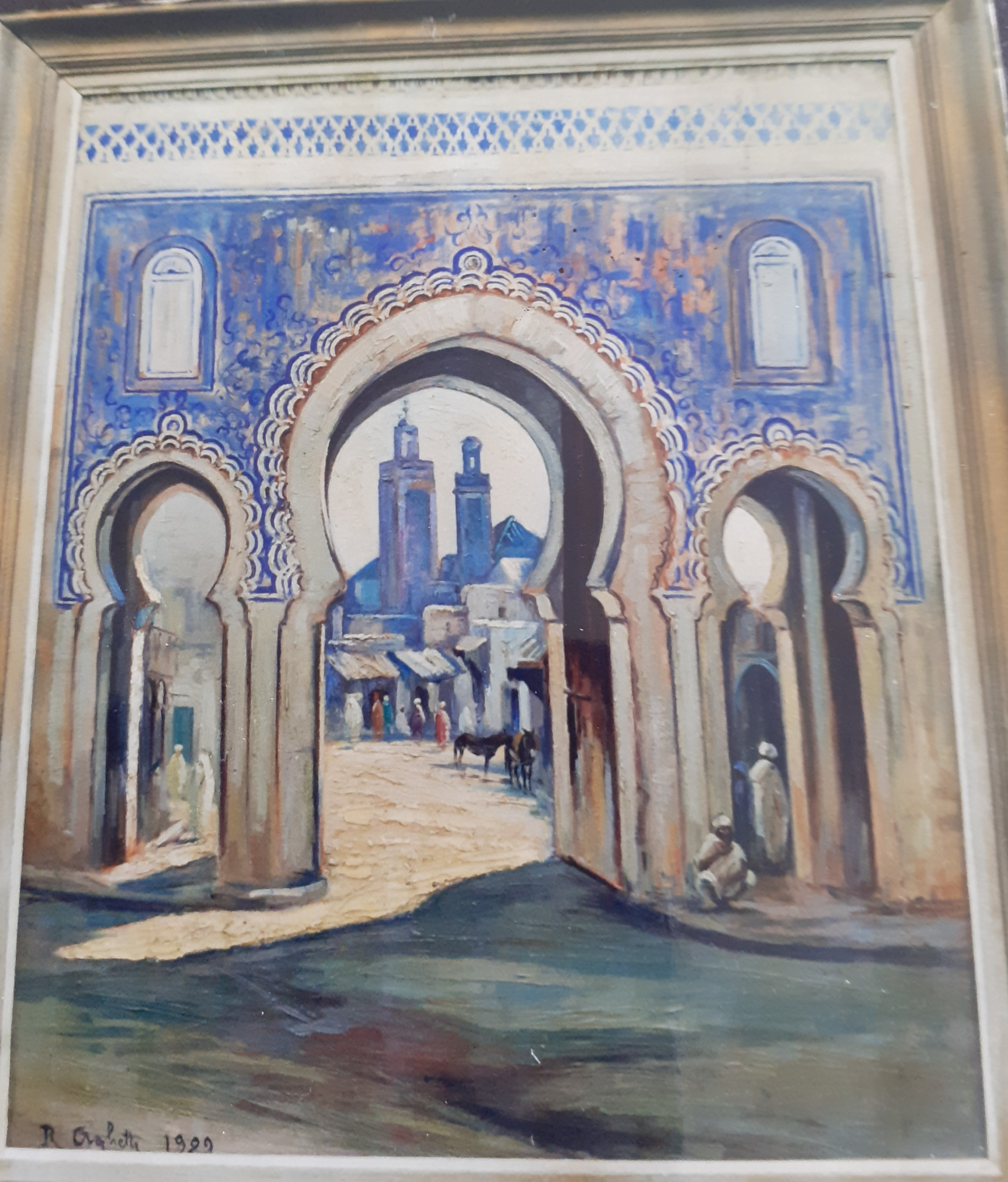
Porte du Maroc, Fes
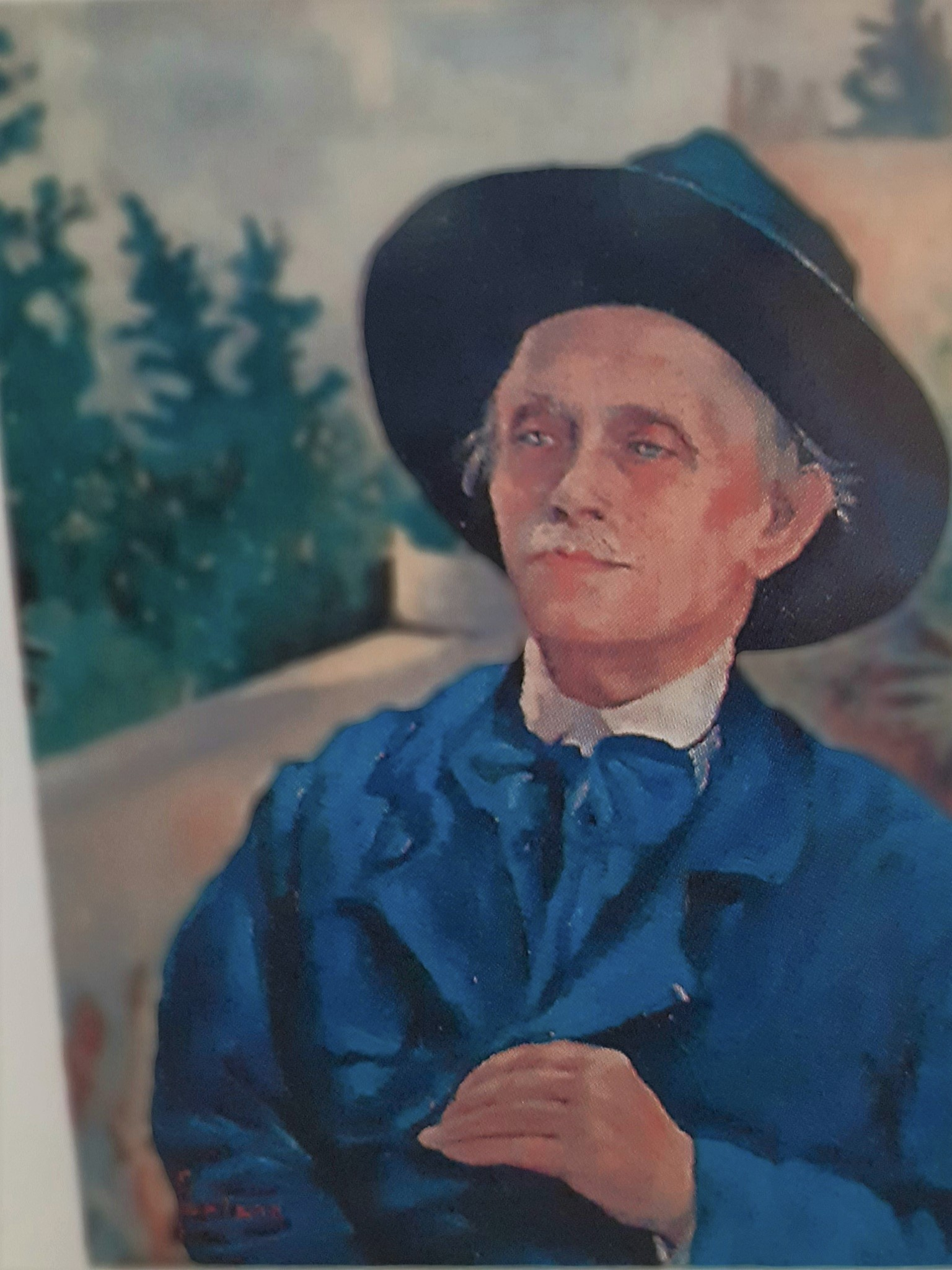
Portrait par son élève Fontana à la villa des roses, 1930
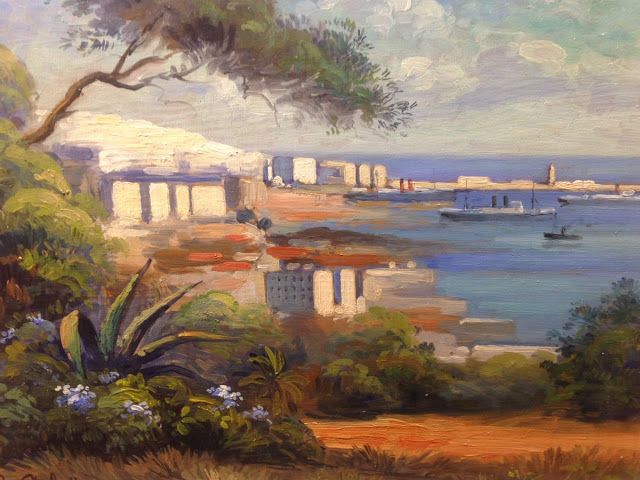
Matin sur Alger
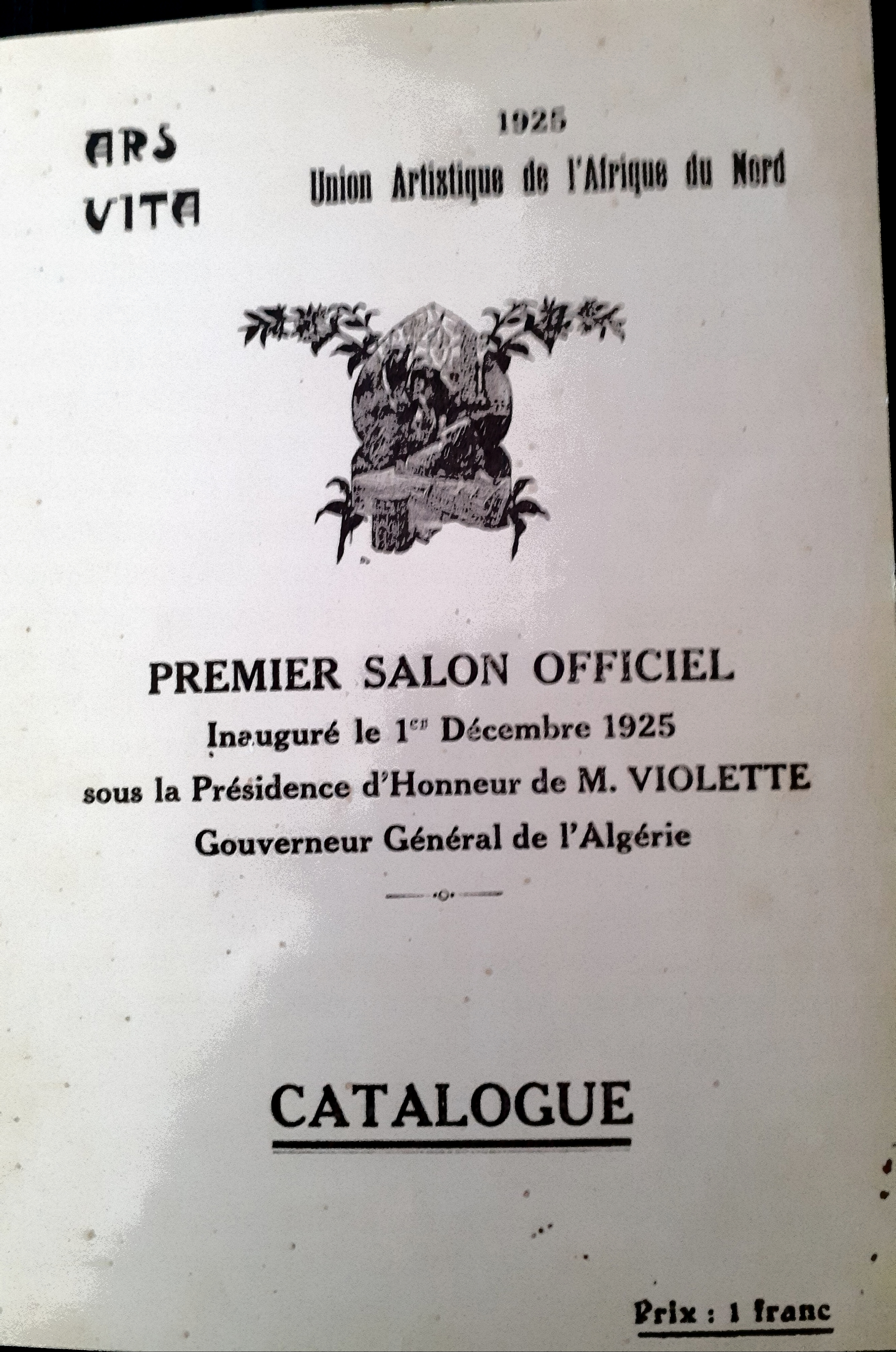